# Schnorrer
Schnorrer (שנאָרער; anche shnorrer) è un termine yiddish che significa "mendicante" o "accattone".

## Nella letteratura
Nei racconti yiddish lo shnorrer è visto come un mendicante gentiluomo, che chiede dissimulando la propria povertà sotto apparenza di persona di grande rispettabilità, chiede senza che lo si noti e mostra indignazione quando gli si offre quello che ha chiesto. Dietro la povertà e l'indigenza si cela in genere una grande saggezza.
Il termine è utilizzato sia in senso dispregiativo che in senso ironico, per indicare una persona dotata di grande intelligenza e capacità, che riesce a trarsi di impaccio senza darlo a vedere. Nella letteratura yiddish sono molti i racconti e le novelle in cui appaiono schnorrer, alcuni anche nella versione cinematografica e teatrale.